# Kupferselenit
Kupferselenit ist eine anorganische chemische Verbindung des Kupfers aus der Gruppe der Selenite.

## Vorkommen
Kupferselenit kommt natürlich in Form des Minerals Chalkomenit vor.

## Gewinnung und Darstellung
Kupferselenit kann durch Reaktion von Kupfernitrat mit Natriumselenitlösungen gewonnen werden.

## Eigenschaften
Kupferselenit-Dihydrat ist ein blauer Feststoff, der praktisch unlöslich in Wasser ist. Die Verbindung gibt bei Temperaturen über 265 °C ihr Kristallwasser ab und zersetzt sich ab 460 °C. Er besitzt eine monokline Kristallstruktur mit der Raumgruppe P21/n (Raumgruppen-Nr. 14, Stellung 2) oder eine orthorhombische Kristallstruktur mit der Raumgruppe Pcab (Raumgruppen-Nr. 61, Stellung 2). Das Anhydrat ist ferromagnetisch.